# The Triumph of Steel
Triumph Of Steel — сьомий студійний альбом американської групи Manowar, який був випущений 29 вересня 1992 року.

## Композиції
1. Achilles, Agony and Ecstasy in Eight Parts — 28:38
2. Metal Warriors — 3:54
3. Ride the Dragon — 4:33
4. Spirit Horse of the Cherokee — 6:02
5. Burning — 5:10
6. The Power of Thy Sword — 7:51
7. The Demon's Whip — 7:50
8. Master of the Wind — 5:26